# Cantó de Lucerna
Lucerna (alemany: Luzern) és un cantó de Suïssa central. La seva capital és Lucerna. La població es de llengua alemanya, sent la seva densitat superior a la mitjana del país. Fou un dels quatre cantons forestals del territori de Waldstätte que s'uniren a la Confederació Helvètica el 1332.
Des del segle xvi fou governat per una oligarquia, i en època de la Reforma s'alià amb altres cantons catòlics. Després de la dominació napoleònica va formar part de l’aliança del Sonderbund, vençuda i dissolta el 1847.